# Блокада Ленінграда
Блока́да Ленінгра́да (8 вересня 1941 — 27 січня 1944) — часткова військова блокада Ленінграда німецькими, фінськими та іспанськими військами під час Другої світової війни. Тривала з 8 вересня 1941 року по 27 січня 1944 року (часткове блокадне кільце було прорване 18 січня 1943 року) — 872 дні. В окремі періоди блокади (1941—1942) частина населення міста, не охоплена спеціальним харчуванням (так звані «іждевенці»), потерпала від голоду, а також за весь час блокади від артилерійських обстрілів та бомбардування. Зв'язок з радянським тилом забезпечувався авіацією та через Ладозьке озеро, яке перебувало поза межами досягання німецької артилерії, але його пропускна спроможність була недостатньою. Це призвело до смерті сотень тисяч цивільних: за час блокади в Ленінграді померло понад 1 млн цивільних, десятки тисяч померли вже після того як були вивезені на «Велику землю».

## Місце Ленінграда в плані «Барбаросса»
Захоплення Ленінграда було важливою частиною плану «Барбаросса» і розглядалось німецьким військовим командуванням як один із проміжних етапів війни, після якого Гітлер мав на меті завоювання Москви. Захоплення міста було покладено на групу армій «Північ». 8 липня 1941 року генерал-полковник Гальдер Франц сказав, що за словами Гітлера Москву та Ленінград необхідно зрівняти з землею, щоб позбавитися від населення цих міст. Для цього планувалось обмежитись лише бомбардуваннями та артилерійським обстрілом, без використання танків. Згодом, 21 липня, Гітлер заявив, що «у порівнянні зі значенням Ленінграда, Москва — всього лише географічний об'єкт».
Згідно з планами Вермахту, за перші двадцять днів війни німецькі війська на півночі повинні були вийти до лінії Мозир, Рогачов, Орша, Вітебськ, Великі Луки, південніше Пскова, південніше Пярну. Після цього мала бути двадцятиденна пауза, в ході якої планувалося перегрупування військ. На сороковий день війни повинна була початися друга фаза наступу, в ході якої планувалося захопити Ленінград.
Німецькі частини дістались Ленінграду в перших числах вересня, майже не відчувши опору з боку Червоної армії. За перші 18 днів 4-та танкова армія пройшла 600 кілометрів, форсувавши річки Західна Двіна та Північна Двіна. 9 липня гітлерівські війська захопили місто Псков, яке знаходиться за 280 кілометрів від Ленінграда. Згодом просування армії було частково призупинене. У середині серпня німецькі війська дійшли до безпосередньої близькості до міста. 4 вересня почався артилерійський обстріл міста з окупованого Тосно та з Пулковських висот.

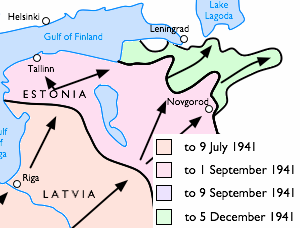
Фронт поблизу Ленінграда наприкінці 1941 року

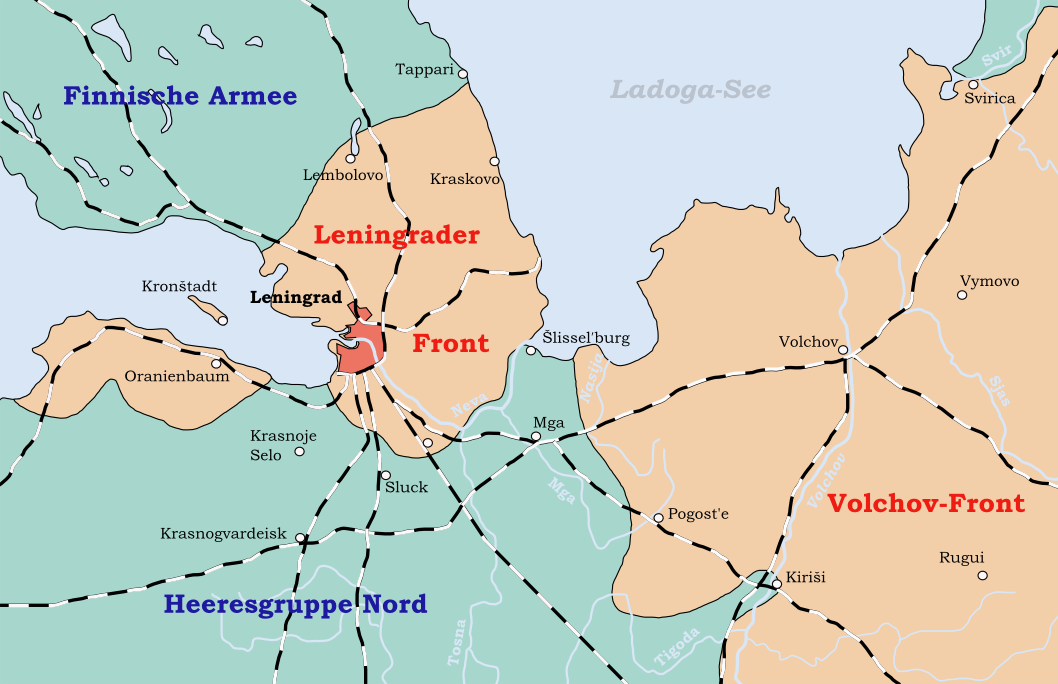
Блока́да Ленінгра́да німецькими та фінськими військами під час Другої світової війни.

## Сили сторін

### Німеччина та союзники
Загалом Вермахт і союзні війська налічували 31 дивізію (зокрема 8 фінських), 810 тисяч осіб, 5 300 одиниць зброї, 440 танків, 1 200 літаків.
Як зазначалося в спецповідомленні УНКВС у Ленінградській області від 5 листопада 1941 року: «На одній з ділянок фронту в Кінгісеппському районі серед німецьких солдатів є словаки, що володіють російською мовою». За свідченнями ветеранів, що партизанили 1943 року на території Ленінградської обл., після поразок німців на фронті «замість німецьких частин у селах з'явилися підрозділи польських націоналістів» (цит.). Брали участь в облозі Ленінграда і добровольці з різних країн Європи у складі військ СС: бельгійці — легіон «Фландрія», голландці — легіон «Нідерланди», а також норвежці та данці, які діяли спочатку в складі національних легіонів, а в липні 1943 року об'єднані в 11-ту мотопіхотної дивізії СС «Нордланд». В останній служили і шведські добровольці, крім того, шведський батальйон воював у складі фінських військ. У січні 1944 року дивізія «Нордланд» зазнала великих втрат під Пушкіним під час повного зняття блокади. Тільки на одному кладовищі під Ленінградом поховані 900 скандинавських есесівців.
22 липня 1942 чотири італійських торпедних катери були доставлені на окуповане фінами північне узбережжя Ладозького озера. 22 жовтня того ж року об'єднана німецько-фінсько-італійська ескадра спробувала захопити острів Сухо, щоб тим самим перерізати «Дорогу життя», проте була розгромлена.

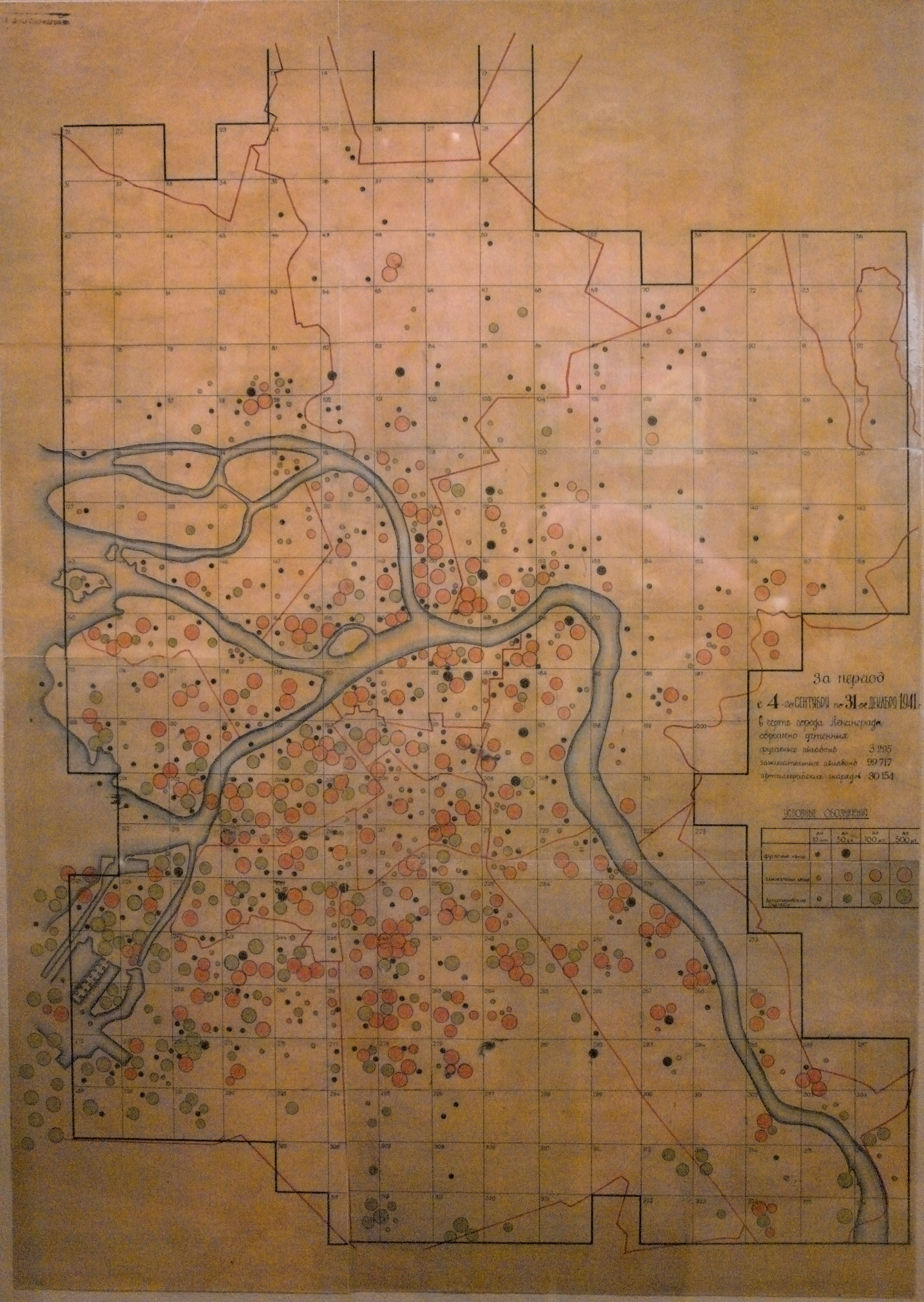
Карта бомбардування Ленінграда

### СРСР
На лінії Пярну—Тарту—північніше Пскова—Остров німецьким військам протистояли 8-А, 11-А та 27-А армії Північно-Західного фронту. Повністю укомплектованими були лише 7 стрілецьких дивізій із 23, в 11 дивізіях було по 2-3 тис. бійців, у 3 механізованих корпусах було лише 332 танки. Всього у складі Північного та Північно-Західного фронтів було 45 дивізій, 3 бригади, 540 тисяч особового складу, 5 000 одиниць зброї, 700 танків, 235 літаків.

## Початок блокади
Від самого початку війни велося будівництво захисних редутів навколо міста. У короткий строк ленінградці сформували 10 дивізій. 20 серпня 1941 року на партійному активі міста маршал СРСР К. Ворошилов заявив:
| Становище, як бачите, доволі складне, але у нас є можливість не лише затримати наступ ворога, а й розбити його та знищити. Майте на увазі, що ворог розвине шалену атаку, буде застосовувати й авіацію, й артилерію. Артилерії у нас вистачить. Поєдинок ми непоганий організуємо. Необхідно виготовляти більше снарядів, мін і мінометів. Ворога ми не лише не пустимо в Ленінград, а й розіб'ємо його тут. Ленінград стане для нього могилою. Оригінальний текст (рос.) Положение, как видите, довольно трудное, но у нас есть возможность не только задержать продвижение противника, но разбить его и уничтожить. Имейте в виду, что враг разовьет бешеную атаку, будет применять и авиацию, и артиллерию. Артиллерии у нас хватит. Поединок мы с ним организуем неплохой. Надо производить больше снарядов, мин и минометов. Врага мы не только не пустим в Ленинград, но и расколотим его здесь. Ленинград станет для него могилой. |

8 вересня німецькі війська захопили місто Шліссельбург, тим самим блокувавши Ленінград із суші. Цей день вважається початком блокади. На той час у місті перебували понад 2 з половиною мільйона мешканців, серед них понад 400 тисяч дітей. Зв'язок із містом підтримувався лише повітряним сполученням і через Ладозьке озеро. З півночі Ленінград був оточений військами Фінляндії, що стали на лінії кордону до війни 1939—1940 років. Загальна площа кільця навколо міста становила близько 5 000 квадратних кілометрів.
Сталін уважав ситуацію, що склалася навколо Ленінграду, катастрофічною, навіть безнадійною. 11 вересня командуючим Ленінградським фронтом був призначений Г. Жуков, який змінив К. Ворошилова. На час зміни командувача вже була налагоджена оборона міста. Цим опікувалися К. Ворошилов, В. Трибуц та А. Жданов.

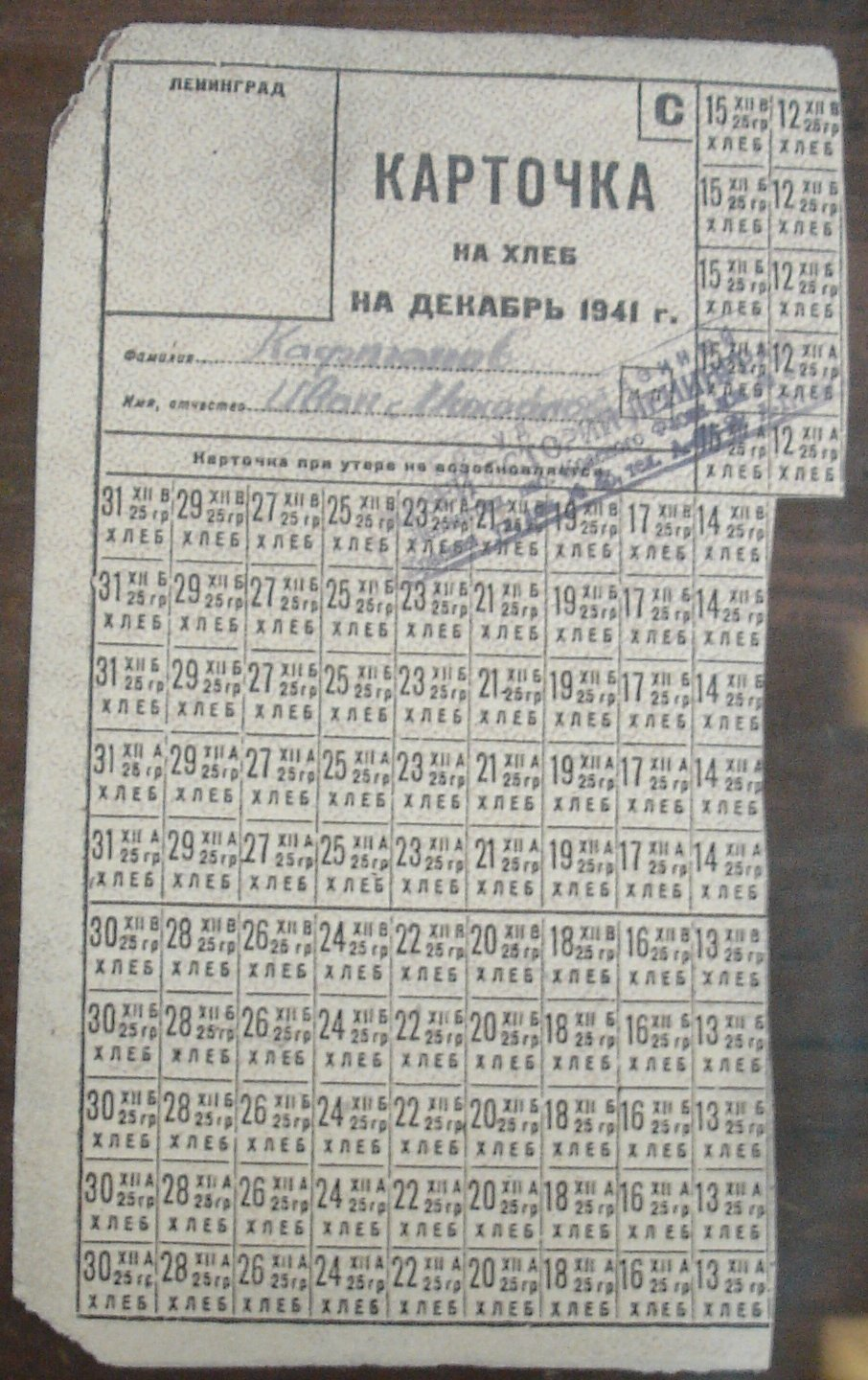
Картка ленінградця на хліб

Згідно з обліком відділу торгівлі Ленміськвиконкому, наявність головних харчових продуктів на 12 вересня 1941 року становила:
- Хлібне зерно та борошно — на 35 днів;
- Крупа та макарони — на 30 днів;
- М'ясо та м'ясопродукти — на 33 дні;
- Жири — на 45 днів;
- Цукор і кондитерські вироби — на 60 днів;

До цього списку не були включені консерви та сухарі, що зберігалися як недоторканні запаси, а також незначна кількість борошна, що зберігалося як аварійний фонд на кораблях Балтійського флоту

### Реакція німецької сторони
У директиві Гітлера № 1601 від 22 вересня 1941 року «Майбутнє міста Петербург» (нім. Weisung Nr. Ia 1601/41 vom 22. September 1941 «Die Zukunft der Stadt Petersburg») було вказано:
|  | 2. Фюрер ухвалив рішення стерти Ленінград з лиця землі. Після поразки Радянської Росії подальше існування даного населеного пункту не має жодного інтересу. Фінляндія так само заявила про свою незацікавленість у існуванні даного міста безпосередньо біля своїх кордонів. |

Виступаючи 8 листопада 1941 року в Мюнхені Гітлер заявив:
|  | Ленінград впаде рано чи пізно. Кільце блокади ніхто не зможе розірвати. Місто помре з голоду. |

### Евакуація жителів міста

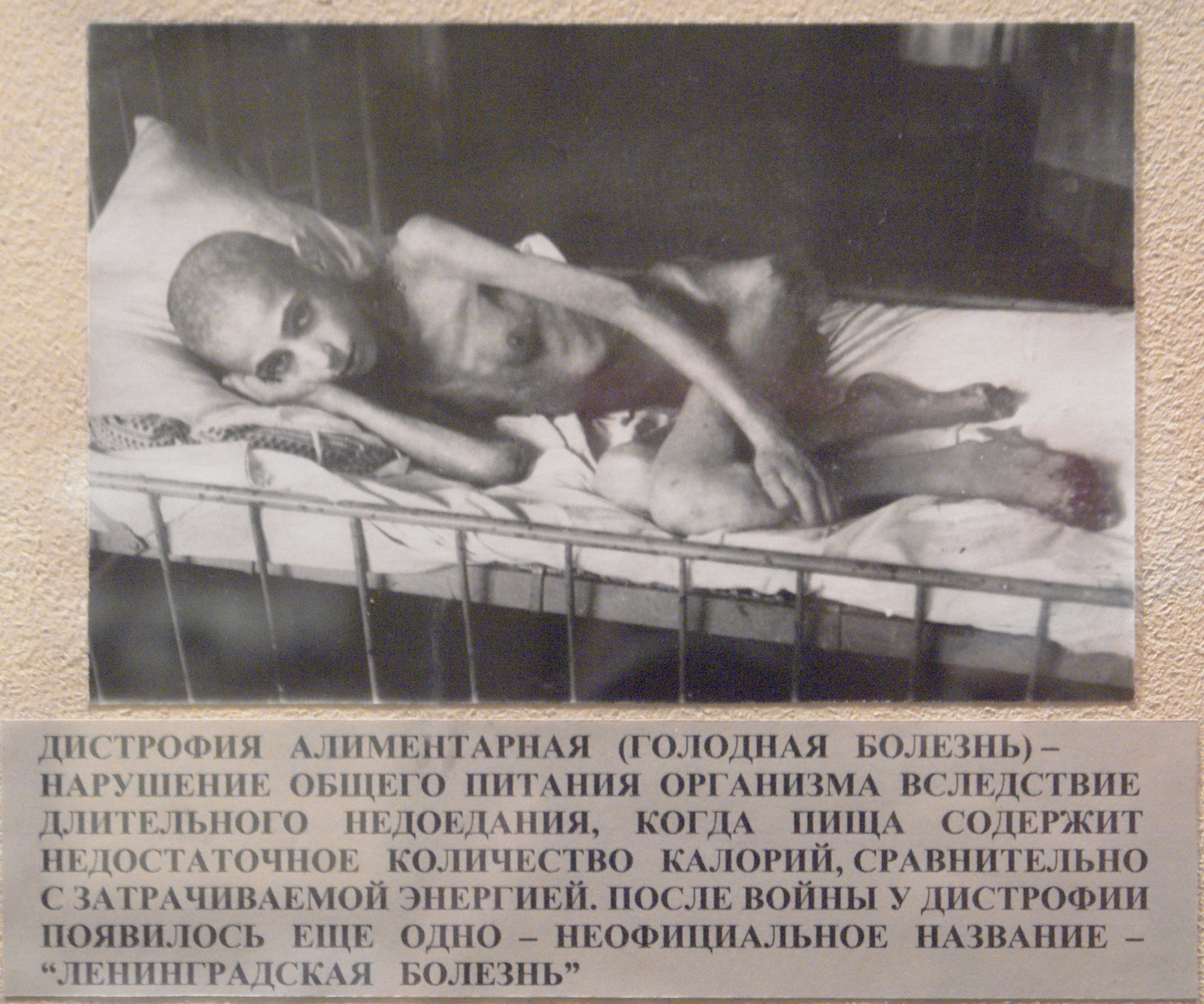

До нападу Німеччини на СРСР жодних планів щодо евакуації ленінградців не було, радянське керівництво не вірило в те, що гітлерівці дійдуть до міста, а Фінляндія не розглядалася як ворог, який здатен захопити Ленінград. Тим не менше, перший етап евакуації був здійснений вже протягом 29 червня — 27 серпня. Частину дітей вивезли до Ленінградської області, і згодом повернули назад. У цей період було евакуйовано майже 500 000 осіб.
Другий етап евакуації тривав з вересня 1941 по квітень 1942 року. За цей час було вивезено близько 659 тисяч осіб. Більшість людей була евакуйована взимку льодовою «Дорогою життя» — через Ладозьке озеро. Також близько 35 тисяч було вивезено авіацією.
Третій етап проходив протягом травня—жовтня 1942 року. За цей період було вивезено понад 400 000 мешканців Ленінграда. Загалом з початку блокади й до жовтня 1942 року було евакуйовано 1,3 млн осіб.

## Хроніка блокади

### Осінь 1941
30 серпня 1941 року Державний комітет оборони ухвалив рішення про доставку вантажів до Ленінграда через Ладогу. На західному березі розпочалося будівництво порту за 55 кілометрів від міста. Перші баржі прийшли вже 12 вересня. Вони привезли 626 тонн зерна та 116 тонн борошна. Протягом 12 вересня-15 листопада через озеро було переправлена 24 097 тонн зерна, борошна та крупи, понад 1130 тонн м'яса, молочних продуктів та інших продуктів.
12 вересня Військова рада Ленінградського фронту вперше знизила розмір хлібної норми. Тепер робочим покладалося в день 500 г хліба, службовцям і дітям — по 300, а утриманцям — по 250. Щоденна витрата борошна для випікання хліба становила у середині вересня 2 100 тонн.
З 1 жовтня робітники та інженерно-технічні працівники стали отримувати за картками 400 грамів хліба на добу, всі інші — по 200 грамів. Різко скоротилася видача інших продуктів. З пивоварних заводів забрали 8 000 тонн солоду і перемололи їх. На млинах розкрили підлоги і зібрали весь борошняний пил.

### Зима 1941—1942

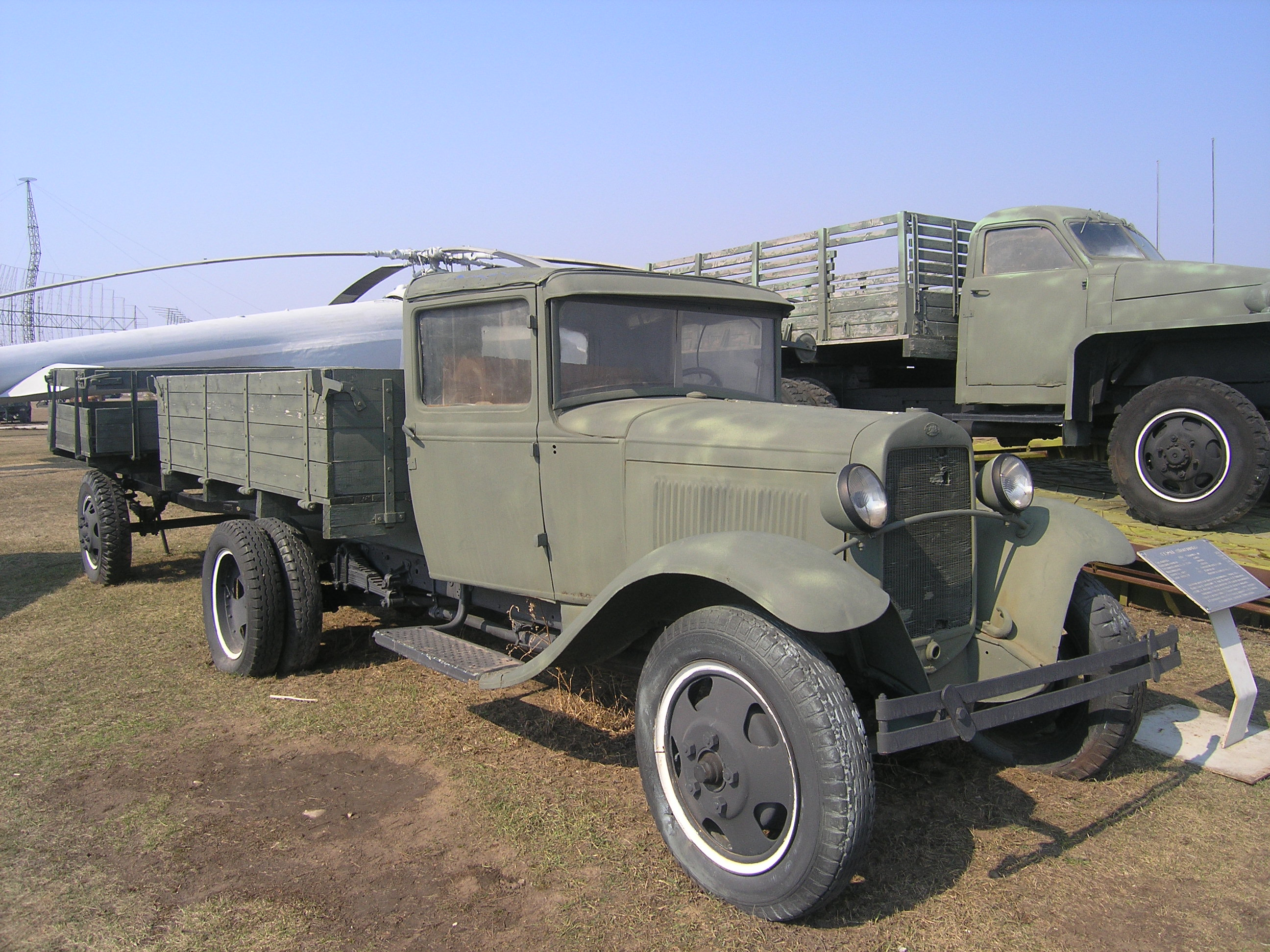
ГАЗ-АА — машина, що забезпечувала рух товарів та людей «дорогою життя»

20 листопада 1941 вп'яте для населення та втретє для військових були скорочені норми видачі хліба. Військові одержували по 500 грамів, робочі — 250, всі решта — по 125 грамів. Розпочався страшний голод. Люди помирали від «ленінградської хвороби» — дистрофії. Запаси, зроблені в сім'ях, швидко закінчилися. Люди вмирали на вулицях, просто під час руху. Спеціальні похоронні служби забирали трупи сотнями. Щодня в середньому помирало близько 4 тисяч осіб.
За грудень 1941 року померло 52 881 осіб, за січень 1942 року — 96 751. В лютому смертність дещо знизилася — було зареєстровано близько 75 тисяч небіжчиків. Смертність серед чоловіків була значно вищою, ніж жінок (на 100 смертей було 63 чоловічі та 37 жіночих смертей). У місті розпочався канібалізм. Чисельність випадків людожерства взимку сягала 600 на місяць. Схоплених людожерів негайно розстрілювали.
Дуже часто в блокадних містах розпочиналися епідемії. У Ленінграді вдалося цього уникнути. По-перше, медичне забезпечення в місті було на доволі високому рівні, по-друге, дуже холодна зима не дозволила епідемії розповсюдитися.

Захворюваність різними хворобами(за даними Ленміськздороввідділу, 5 січня 1942 року):
|                          | грудень 1940 року | грудень 1941 року |
| ------------------------ | ----------------- | ----------------- |
| Черевний тиф             | 143               | 114               |
| Шигельоз                 | 2086              | 1778              |
| Епідемічний висипний тиф | 118               | 42                |
| Скарлатина               | 1056              | 93                |
| Дифтерія                 | 728               | 211               |
| Кашлюк                   | 1844              | 818               |

Чи не найстрашнішою проблемою міста взимку були пацюки. Особливо страждали від них діти та люди похилого віку. Гризуни не лише знищували запаси їжі, а й були носіями зоонозів. Їх ловили, намагалися труїти, але це було марно — люди ловили пацюків і їли їх, тим самим заражаючи себе. Для покращення ситуації санітарні лікарі застосували старий метод: заражали відловлених звірів щурячим тифом, який уражає лише тварин.
Суттєво погіршив ситуацію в Ленінграді холод. Середньодобова температура повітря опустилася нижче 0 °C 11 жовтня, продовжувалася до 7 квітня 1942 року. Середньомісячна температура жовтня(+1,4 °C) була на 3,5 °C нижче норми. Квітень 1942 року залишається в історії міста місяцем із найвищим середнім сніговим покровом (53 см). У будинках спалювали меблі, книги. Через відсутність електроенергії зупинився рух трамваїв.

### Розповіді блокадників про голод
|                                                                                           | ...Я тепер прекрасно розумію, що таке голод... Правда, мене трохи нудить, коли я їм м'ясо кішки... Я ніколи не була злою... Хто в цьому винен? Тепер я ненавиджу цю сволоту фашистів за те, що вони спаскудили наше життя, зруйнували місто... О! Якби я могла, то придумала б Гітлеру жахливу смерть. Він винуватець війни... |
| — З щоденника ленінградської школярки Валі, учениці 8-го класу. Жовтень-листопад, 1941 р. | |

|                                                                         | ...Тільки відморозив собі ноги в чергах. Більше нічого не добився... Хочеться спати, спати, їсти, їсти, їсти... Спати, їсти, спати, їсти... Місяць тому я хотів, вірніше, мріяв про хліб з маслом та ковбасою, а тепер ось вже про один хліб... ...Засинаючи, кожен день бачу уві сні хліб, масло, пироги, картоплю... Став я в'ялий, слабий, пишу, а рука тремтить, йду, а в колінах така слабість, здається — крок ступиш, а більше не зможеш і впадеш. ...Ледве не останній запис в щоденнику. Боюсь, що... і щоденник цей не доведеться мені закінчити, щоб на останній сторінці написати слово «кінець». Вже хтось інший запише його словами «смерть». А я хочу... жити, вірити, відчувати!.. |
| — З щоденника Юри Рябікіна, 15 років. 22 червня 1941 — 6 січня 1942 pp. | |

|                                                                 | ...В кімнаті холодно, руки мерзнуть... топимо, коли є що варити. Дров немає. Хліб викупляємо (1 кг) і відразу з'їдаємо, бо їсти більше нічого... |
| — Лист татові на фронт. Люда Міляєва, 13 років. Січень, 1942 р. | |

### Спроби прориву блокади
У січні 1942 року Червона армія спробувала прорвати блокадне кільце. Війська Ленінградського та Волховського фронтів були на відстані 12 км від Ленінграда, але 18-та армія не дозволила пробити оборону. Радянські війська дуже сильно ослабли. Всього протягом 1942 року було проведено 5 спроб прориву.
Дуже холодна зима призвела до того, що Ладозьке озеро наприкінці листопада замерзло. Льодова дорога через озеро (згодом названа «Дорогою життя») була єдиним засобом зв'язку Ленінграда з рештою країни. Крига була не дуже міцною, тож багато вантажівок тонуло. Доставка продуктів виконувалася машинами-«полуторками (ГАЗ-АА)». В місто почали завозитися продукти.
24 січня 1942 року було введено нові норми постачання хліба.
Завдяки «дорозі життя» робітники стали одержувати 400 грамів, службовці — 300, утриманці й діти — 250, війська в першій лінії — 600, війська тилових частин — 400 грамів. 11 лютого пайок знову було збільшено. Навесні ленінградці почали отримувати м'ясо, жири, крупи, хоча й в обмеженій кількості.

### Весна-зима 1942
11 лютого 1942 були введені нові норми видачі продуктів: 500 грамів хліба для робочих, 400 — для службовців, 300 — для дітей і утриманців. Хліб став якісним, 16 лютого вперше було видане якісне м'ясо — баранина та заморожена яловичина. Кількість смертей суттєво скоротилася. В квітні-травні розпочалося відновлення комунального господарства: знову був запущений трамвай.
В цей же час війська вермахту посилили артилерійські обстріли та бомбардування міста. По декілька разів у день бомби летіли в сторону Ленінграда.

### 1943 рік і повне зняття блокади
12 січня 1943 року війська Ленінградського (командувач Л. Говоров) та Волховського (командувач К. Мерецков) фронтів спробували ще раз прорвати блокадне кільце. Найважчою частиною операції був прорив по лінії 67-ї армії. Вранці на обох фронтах розпочалася артилерійська та авіаційна підготовка. Завдяки тому, що артилерія 67-ї армії було з прямою наводкою, лід на Неві залишився цілим, що значно спростило процес форсування річки. Наприкінці дня радянські війська просунулися вперед на 1-2 км. Наступного дня наступ був знову продовжений. Відстань між двома арміями скоротилася до 5-6 км. Але війська Вермахту відчайдушно контратакували та боролися за кожен опорний пункт. 18 січня Шліссельбург був звільнений. Був установлений сухопутний зв'язок Ленінграда з іншою частиною Радянського Союзу. Між Ладозьким озером та лінією фронту був створений коридор шириною в 8-11 км. За 17 днів була проведена залізниця та автомобільна дорога.
Повністю блокада була знята 27 січня 1944 року.

## Пам'ять про блокаду

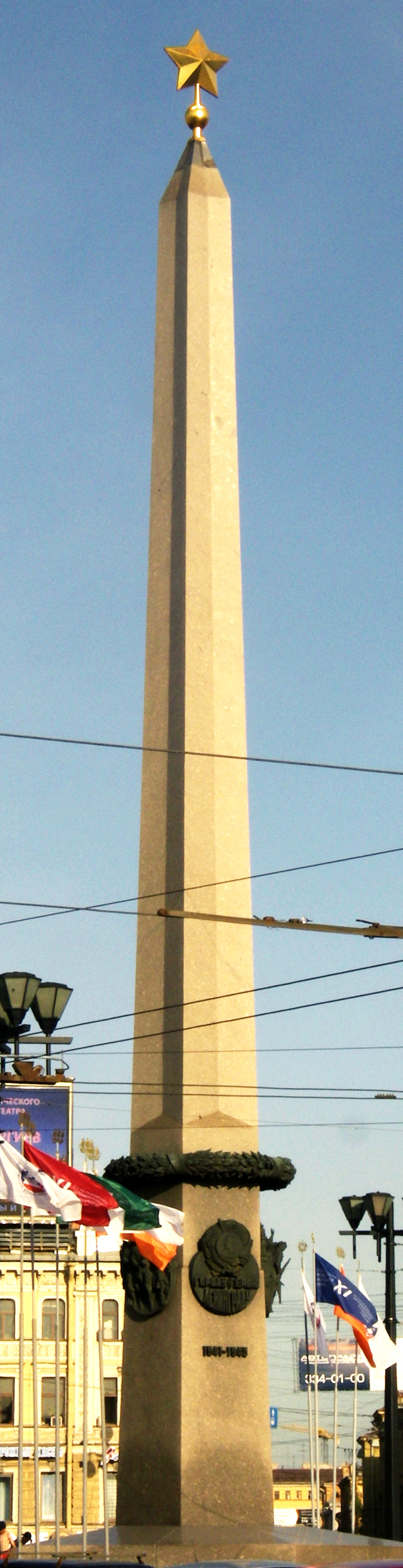
Обеліск «місту-герою» в Санкт-Петербурзі

### Місто-герой
1 травня 1945 року Ленінград разом з Одесою, Сталінградом, Севастополем був удостоєний звання місто-герой. 8 травня 1965 року місто одержало орден Леніна та медаль «Золота Зірка».
- На площі Повстання був установлений обеліск «Місту-герою Ленінграду».
- На площі Перемоги в 1975 році було встановлено монумент героїчним захисникам Ленінграда.
- На Піскарьовському меморіальному цвинтарі горить вічний вогонь і встановлений монумент «Вітчизна-Мати».
- Державний меморіальний музей оборони та блокади Ленінграда.

### Медаль «За оборону Ленінграда»
22 грудня 1942 року була випущена медаль «За оборону Ленінграда». Цією медаллю нагороджувалися всі учасники блокади(в загальному було нагороджено 1 470 000 осіб).

### Знак «Жителю блокадного Ленінграда»
23 січня 1989 року був випущений знак «Жителю блокадного Ленінграда». Станом на 2006 рік в Росії жило 217 000 осіб, нагороджених даним знаком.

## Критика
Радянська, а пізніше російська державна пропаганда зазнані ленінградцями втрати та страждання висвітлювала й висвітлює як свідоцтво героїзму. При цьому питання про доцільність утримання міста та зазнаних втрат з погляду військової науки, а також ролі партії замовчувалися. Проте, ці питання порушує сучасна російська інтелігенція. Так, російський письменник, фронтовик і захисник блокадного Ленінграда Данило Гранін у своїх публікаціях, спираючись на архівні дані, відзначає факти випічки в часи блокади Ленінграда ромових баб для керівництва міста, зокрема Андрія Жданова. Також є відомості, що в архівних документах немає жодного факту голодної смерті серед представників райкомів, міськкому, обкому ВКП (б). Сучасні джерела вказують, що представники номенклатури не мали проблем з постачанням продовольства, від одного запаху якого люди непритомніли на вулицях.
Питання щодо доцільності втримання міста на початку 2014 року також було підняте російським телеканалом «Дождь», після чого каналу почали відмовляти в ретрансляції сигналу.

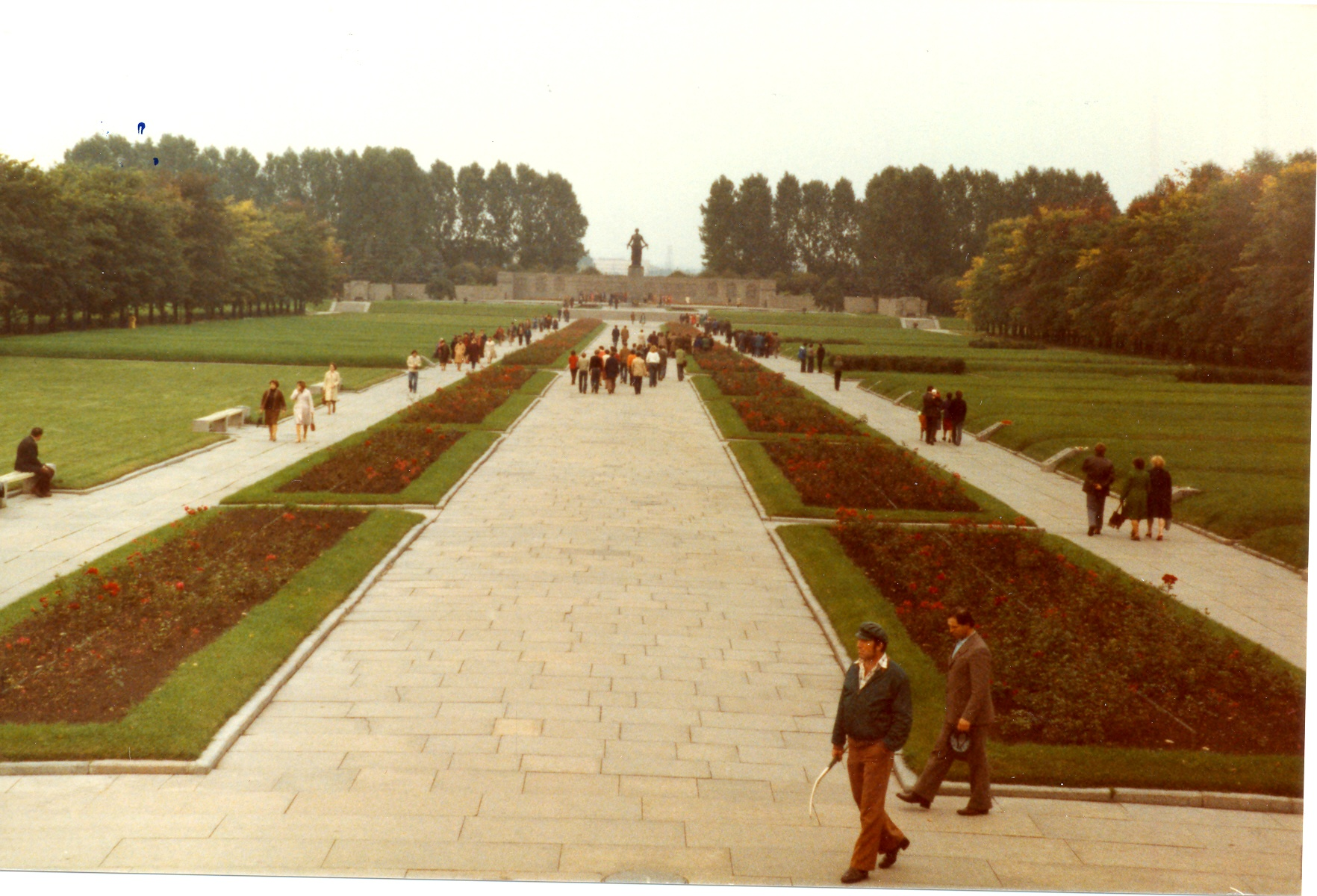
Піскарьовський меморіальний цвинтар
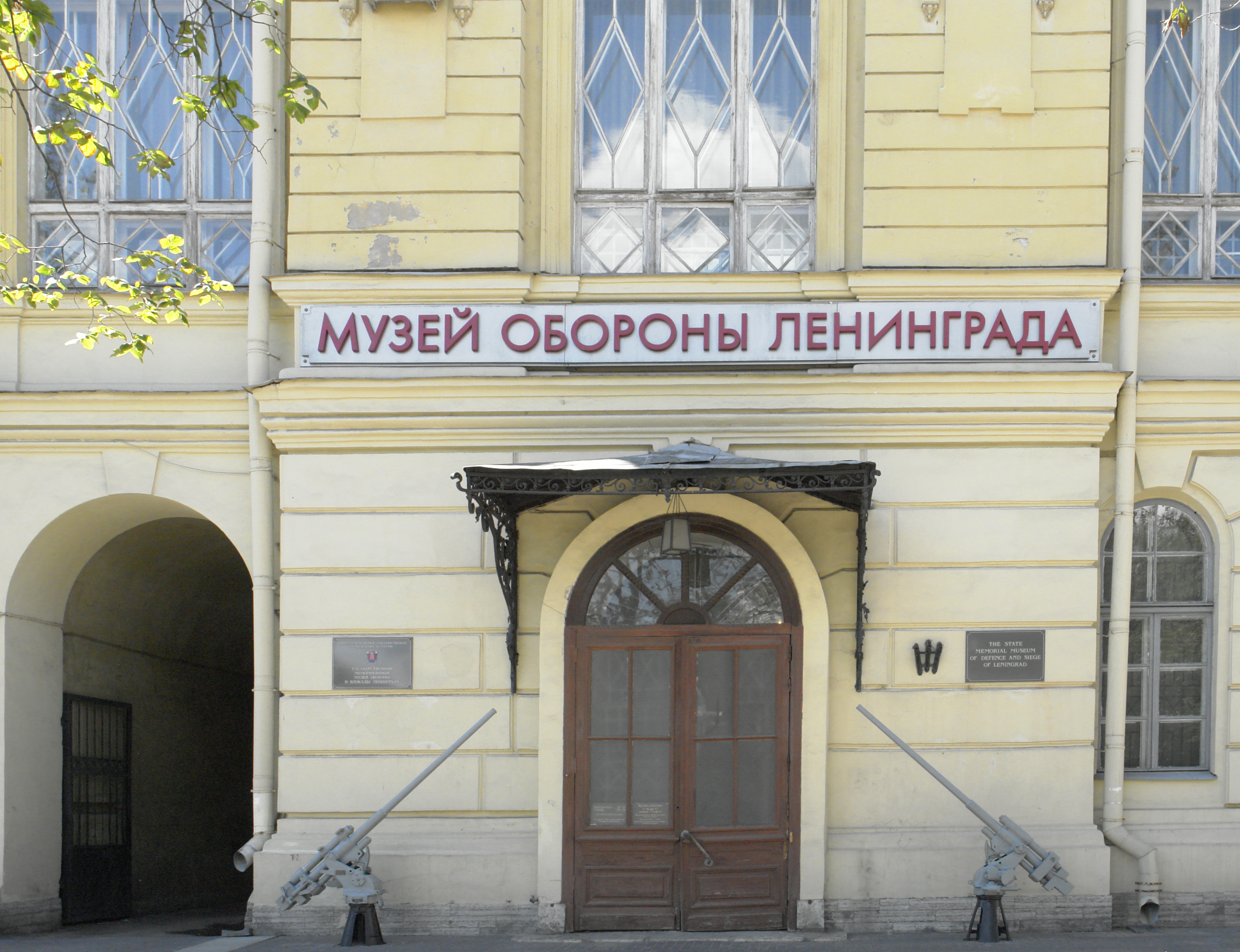
Державний меморіальний музей оборони та блокади Ленінграда
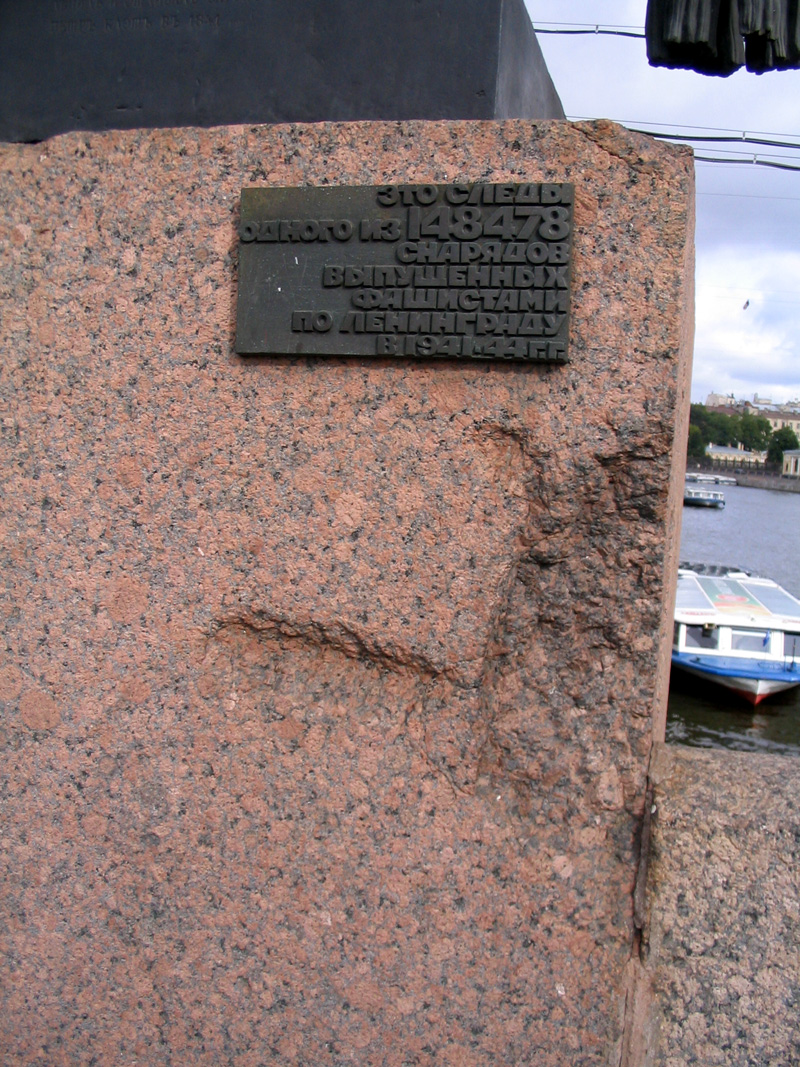
Слід від німецького артилерійського снаряду, Анічков міст
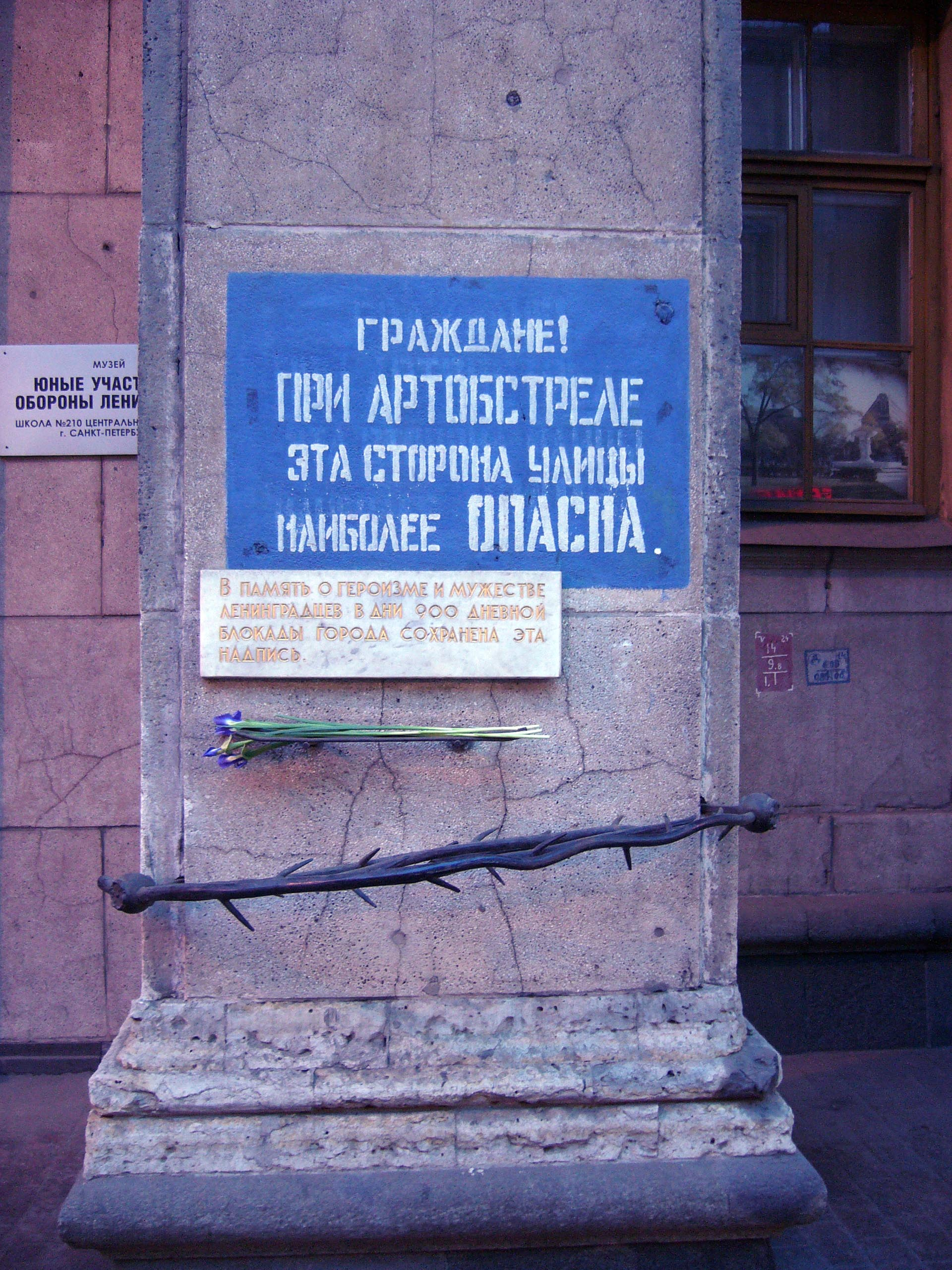
Збережений напис про найнебезпечнішу ділянку вулиці на Невському проспекті
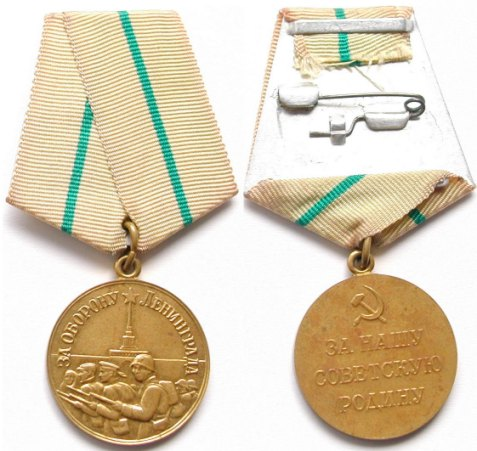
Медаль ««За оборону Ленінграда»»